# Küsterhaus Marlow

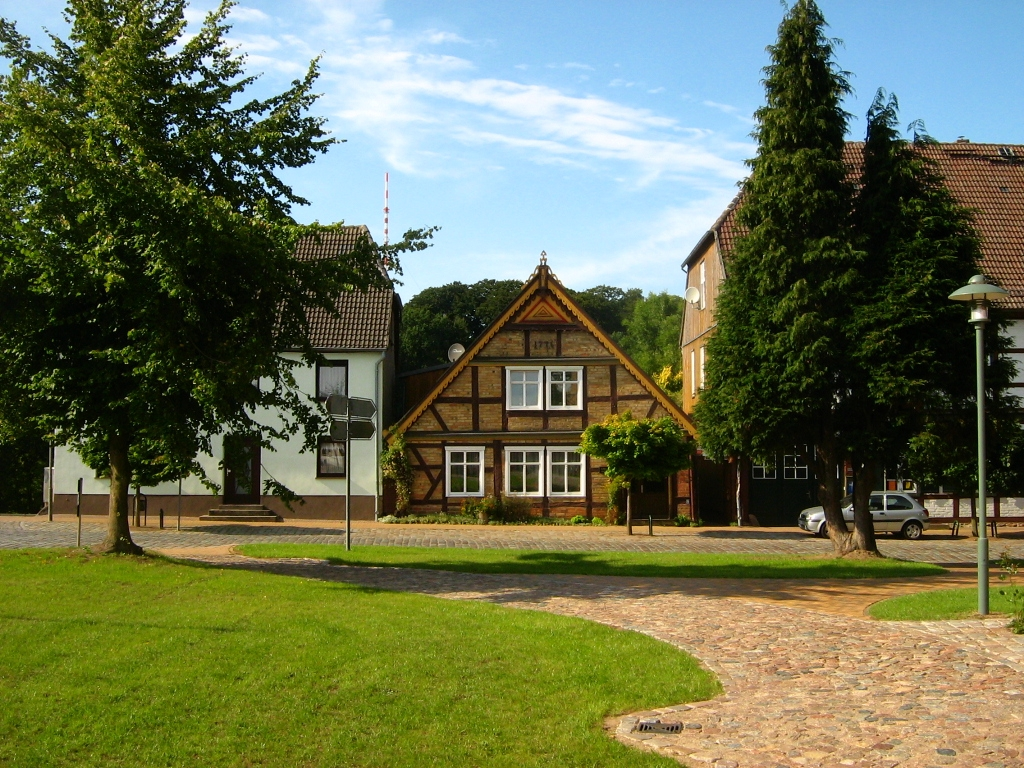

Das ehemalige Küsterhaus Marlow des evangelisch-lutherischen Pfarramtes in Marlow (Landkreis Vorpommern-Rügen), Bei der Kirche 8, neben der Stadtkirche, wurde 1776 gebaut.
Das Gebäude steht unter Denkmalschutz.

## Geschichte
Das eingeschossige Giebelhaus mit Fachwerk und den Ausfachungen aus Backsteinen stammt von 1776 (Jahreszahl im Giebel). Der Küster war zu dieser Zeit auch der Lehrer der Kirchschule in dem Gebäude. Erst 1834 entstand ein Schulgebäude in Marlow. Das Küsterhaus wurde in den 1920er Jahren an einen Sattlermeister verkauft oder vermietet.
Das Haus wurde in Bauabschnitten mit Hilfe der Städtebauförderung ab 1995 bis 1997 gesichert und grundsaniert; 2000 folgte die Fassade. Genutzt wird es im Erdgeschoss durch die Kirchgemeinde und im Obergeschoss als Pastorenwohnung.
Neben dem Küsterhaus steht das ebenfalls denkmalgeschützte Pfarrhaus von 1822.